# Championnat du monde de Formule 1 2004
Navigation
2003 2005
Le Championnat du monde de Formule 1 2004 couronne  le duo Schumacher-Ferrari pour la cinquième année consécutive. Jamais un pilote et son écurie n'ont autant dominé un championnat. 
Michael Schumacher, au volant de sa Ferrari F2004, porte le record de victoires en une saison à treize et celui de victoires consécutives à sept. Il abandonne une seule fois, sur accident à Monaco, et termine une seule fois hors des gros points, à Shanghaï où son coéquipier Rubens Barrichello l'emporte. 
À Suzuka, le 10 octobre, le Baron Rouge obtient sa quatre-vingt-troisième victoire (soit 32 succès de plus qu'Alain Prost, le précédent détenteur du record) et, après avoir réalisé sa soixante-troisième pole position, se rapproche du record de 65 départs en tête d'Ayrton Senna. Schumacher s'adjuge d'autres records en gagnant son cinquième titre consécutif dès le Grand Prix de Belgique, à quatre courses de la fin. Il totalise 148 points pour remporter sa septième couronne mondiale.
Comme en 2002, la Scuderia Ferrari exerce une domination sans partage sur le championnat, avec le concours de Rubens Barrichello (deux Grand Prix remportés, quatorze podiums), en ne laissant que trois victoires à la concurrence; Jarno Trulli s'imposant sur Renault à Monaco, Kimi Räikkönen sur McLaren à Spa-Francorchamps et Juan Pablo Montoya sur Williams à São Paulo. Pour porter son record à quatorze titres constructeurs, l'écurie dirigée par Jean Todt compte sur le score : 262 points, soit 143 de mieux que BAR-Honda, l'équipe la plus régulière avec Jenson Button et Takuma Satō. 

## Repères

### Pilotes
Débuts en tant que pilote-titulaire : 
- Christian Klien chez Jaguar.
- Giorgio Pantano chez Jordan.
- Gianmaria Bruni chez Minardi.
- Timo Glock chez Jordan pour le Grand Prix du Canada puis à partir des trois dernières courses en remplacement de Giorgio Pantano.

 Transferts : 
- Giancarlo Fisichella quitte Jordan pour Sauber.
- Felipe Massa quitte Ferrari pour Sauber.
- Nick Heidfeld quitte Sauber pour Jordan.
- Zsolt Baumgartner quitte Jordan pour Minardi.

 Retraits : 
- Jos Verstappen (107 GP, 17 points et 2 podiums entre 1994 et 2003)
- Heinz-Harald Frentzen (155 GP, 174 points, 3 victoires, 2 pole positions et 18 podiums entre 1994 et 2003).

 Transferts en cours de saison : 
- Jarno Trulli transféré de Renault à Toyota à partir du Grand Prix du Japon.

 Retours en cours de saison : 
- Jacques Villeneuve (130 GP, champion du monde 1997, 11 victoires, 13 pole positions et 23 podiums entre 1996 et 2003) titulaire chez Renault à partir du Grand Prix de Chine à la suite du limogeage de Jarno Trulli.
- Marc Gené (34 GP et 5 points entre 1999 et 2003) titulaire chez Williams-BMW pour les Grands Prix de France et de Grande-Bretagne en remplacement de Ralf Schumacher blessé.
- Antônio Pizzonia (11 GP en 2003) titulaire chez Williams-BMW pour 4 Grands Prix en remplacement de Marc Gené décevant. Il rendra sa place à Ralf Schumacher à partir du Grand Prix de Chine.
- Ricardo Zonta (31 GP et 3 points entre 1999 et 2001) titulaire chez Toyota à partir du Grand Prix de Hongrie en remplacement de Cristiano Da Matta limogé. Il donnera sa place à Jarno Trulli mais remplacera Olivier Panis pour le Grand Prix du Brésil.

## Règlement sportif: les nouveautés
- Essais libres pour toutes les écuries le vendredi de 11h00 à 12h00 et de 14h00 à 15h00.
- À l'exception des quatre écuries classées en tête du championnat écoulé, toutes les équipes peuvent aligner une troisième monoplace lors des essais libres du vendredi sous réserve que le pilote d'essais n'ait pas disputé plus de 6 GP au cours des deux saisons écoulées.
- Essais libres pour toutes les écuries le samedi de 10h00 à 10h45 et de 11h15 à 12h00.
- Samedi : une seule séance d'essais qualificatifs, Les pilotes s'élancent un à un, dans l'ordre d'arrivée de la course précédente, pour une série de trois tours (lancement depuis les stands, chronométrage sur un tour de piste lancé et décélération pour retour aux stands).
- Le moteur monté sur la monoplace pour la première séance d'essais ne pourra plus être changé ni pour une autre séance d'essai, ni pour la course. si le moteur est changé, le pilote écope d'une pénalité de 10 places sur la grille de départ.

## Règlement technique: les nouveautés
- Moteur unique pour toute la durée du week-end de course.
- Interdiction des systèmes de télémétrie dans les sens stand-voiture et voiture-stand.
- 2 profilés maximum sur l'aileron arrière au lieu de 3.
- Augmentation de la taille du capot moteur.

## Pilotes et monoplaces
| Écurie                     | Constructeur | Châssis        | Moteur       | Pneus | no | Pilotes              | Courses    | Troisièmes pilotes         | Pilotes d'essais                                                                                 |
| -------------------------- | ------------ | -------------- | ------------ | ----- | -- | -------------------- | ---------- | -------------------------- | ------------------------------------------------------------------------------------------------ |
| Scuderia Ferrari Marlboro  | Ferrari      | F2004          | Ferrari V10  | B     | 1  | Michael Schumacher   | Toutes     |                            | Luca Badoer Luciano Burti Andrea Bertolini Marc Gene Carlos Reutemann Valentino Rossi            |
| Scuderia Ferrari Marlboro  | Ferrari      | F2004          | Ferrari V10  | B     | 2  | Rubens Barrichello   | Toutes     |                            | Luca Badoer Luciano Burti Andrea Bertolini Marc Gene Carlos Reutemann Valentino Rossi            |
| BMW Williams F1 Team       | Williams     | FW26           | BMW P84 V10  | M     | 3  | Juan Pablo Montoya   | Toutes     |                            | Antônio Pizzonia Marc Gené Scott Dixon                                                           |
| BMW Williams F1 Team       | Williams     | FW26           | BMW P84 V10  | M     | 4  | Ralf Schumacher      | 1-9, 16-18 |                            | Antônio Pizzonia Marc Gené Scott Dixon                                                           |
| BMW Williams F1 Team       | Williams     | FW26           | BMW P84 V10  | M     | 4  | Marc Gene            | 10-11      |                            | Antônio Pizzonia Marc Gené Scott Dixon                                                           |
| BMW Williams F1 Team       | Williams     | FW26           | BMW P84 V10  | M     | 4  | Antônio Pizzonia     | 12-15      |                            | Antônio Pizzonia Marc Gené Scott Dixon                                                           |
| West McLaren Mercedes      | McLaren      | MP4-19 MP4-19B | Mercedes V10 | M     | 5  | David Coulthard      | Toutes     |                            | Alexander Wurz Pedro de la Rosa Darren Turner Alex Lloyd Lewis Hamilton Congfu Cheng Jamie Green |
| West McLaren Mercedes      | McLaren      | MP4-19 MP4-19B | Mercedes V10 | M     | 6  | Kimi Räikkönen       | Toutes     |                            | Alexander Wurz Pedro de la Rosa Darren Turner Alex Lloyd Lewis Hamilton Congfu Cheng Jamie Green |
| Mild Seven Renault F1 Team | Renault      | R24            | Renault V10  | M     | 7  | Jarno Trulli         | 1-15       |                            | Franck Montagny Satoshi Motoyama                                                                 |
| Mild Seven Renault F1 Team | Renault      | R24            | Renault V10  | M     | 7  | Jacques Villeneuve   | 16-18      |                            | Franck Montagny Satoshi Motoyama                                                                 |
| Mild Seven Renault F1 Team | Renault      | R24            | Renault V10  | M     | 8  | Fernando Alonso      | Toutes     |                            | Franck Montagny Satoshi Motoyama                                                                 |
| Lucky Strike BAR Honda     | BAR          | 006            | Honda V10    | M     | 9  | Jenson Button        | Toutes     | Anthony Davidson           | Anthony Davidson Adam Carroll Enrique Bernoldi Alan van der Merwe James Rossiter                 |
| Lucky Strike BAR Honda     | BAR          | 006            | Honda V10    | M     | 10 | Takuma Satō          | Toutes     | Anthony Davidson           | Anthony Davidson Adam Carroll Enrique Bernoldi Alan van der Merwe James Rossiter                 |
| Sauber Petronas            | Sauber       | C23            | Petronas V10 | B     | 11 | Giancarlo Fisichella | Toutes     |                            | Neel Jani                                                                                        |
| Sauber Petronas            | Sauber       | C23            | Petronas V10 | B     | 12 | Felipe Massa         | Toutes     |                            | Neel Jani                                                                                        |
| Jaguar Racing              | Jaguar       | R5             | Cosworth V10 | M     | 14 | Mark Webber          | Toutes     | Björn Wirdheim             | Björn Wirdheim                                                                                   |
| Jaguar Racing              | Jaguar       | R5             | Cosworth V10 | M     | 15 | Christian Klien      | Toutes     | Björn Wirdheim             | Björn Wirdheim                                                                                   |
| Panasonic Toyota Racing    | Toyota       | TF104          | Toyota V10   | M     | 16 | Cristiano Da Matta   | 1-12       | Ricardo Zonta Ryan Briscoe | Ryan Briscoe                                                                                     |
| Panasonic Toyota Racing    | Toyota       | TF104          | Toyota V10   | M     | 16 | Ricardo Zonta        | 13-16      | Ricardo Zonta Ryan Briscoe | Ryan Briscoe                                                                                     |
| Panasonic Toyota Racing    | Toyota       | TF104          | Toyota V10   | M     | 16 | Jarno Trulli         | 17-18      | Ricardo Zonta Ryan Briscoe | Ryan Briscoe                                                                                     |
| Panasonic Toyota Racing    | Toyota       | TF104          | Toyota V10   | M     | 17 | Olivier Panis        | 1-17       | Ricardo Zonta Ryan Briscoe | Ryan Briscoe                                                                                     |
| Panasonic Toyota Racing    | Toyota       | TF104          | Toyota V10   | M     | 17 | Ricardo Zonta        | 18         | Ricardo Zonta Ryan Briscoe | Ryan Briscoe                                                                                     |
| Jordan Ford                | Jordan       | EJ14           | Ford V10     | B     | 18 | Nick Heidfeld        | Toutes     | Timo Glock Robert Doornbos | Robert Doornbos Bjorn Wirdheim Christijan Albers Mario Dominguez Nigel Mansell Derek Daly        |
| Jordan Ford                | Jordan       | EJ14           | Ford V10     | B     | 19 | Giorgio Pantano      | 1-7, 9-15  | Timo Glock Robert Doornbos | Robert Doornbos Bjorn Wirdheim Christijan Albers Mario Dominguez Nigel Mansell Derek Daly        |
| Jordan Ford                | Jordan       | EJ14           | Ford V10     | B     | 19 | Timo Glock           | 8, 16-18   | Timo Glock Robert Doornbos | Robert Doornbos Bjorn Wirdheim Christijan Albers Mario Dominguez Nigel Mansell Derek Daly        |
| Minardi Cosworth           | Minardi      | PS04B          | Ford V10     | B     | 20 | Gianmaria Bruni      | Toutes     | Bas Leinders               | Tiago Monteiro Bas Leinders                                                                      |
| Minardi Cosworth           | Minardi      | PS04B          | Ford V10     | B     | 21 | Zsolt Baumgartner    | Toutes     | Bas Leinders               | Tiago Monteiro Bas Leinders                                                                      |

## Grands Prix de la saison 2004
| no  | Date         | Grand Prix                    | Lieu              | Vainqueur          | Écurie           | Pole position      | Record du tour     | Résumé |
| --- | ------------ | ----------------------------- | ----------------- | ------------------ | ---------------- | ------------------ | ------------------ | ------ |
| 714 | 7 mars       | Grand Prix d'Australie        | Melbourne         | Michael Schumacher | Ferrari          | Michael Schumacher | Michael Schumacher | Résumé |
| 715 | 21 mars      | Grand Prix de Malaisie        | Sepang            | Michael Schumacher | Ferrari          | Michael Schumacher | Juan Pablo Montoya | Résumé |
| 716 | 4 avril      | Grand Prix de Bahreïn         | Sakhir            | Michael Schumacher | Ferrari          | Michael Schumacher | Michael Schumacher | Résumé |
| 717 | 25 avril     | Grand Prix de Saint-Marin     | Imola             | Michael Schumacher | Ferrari          | Jenson Button      | Michael Schumacher | Résumé |
| 718 | 9 mai        | Grand Prix d'Espagne          | Barcelone         | Michael Schumacher | Ferrari          | Michael Schumacher | Michael Schumacher | Résumé |
| 719 | 23 mai       | Grand Prix de Monaco          | Monaco            | Jarno Trulli       | Renault          | Jarno Trulli       | Michael Schumacher | Résumé |
| 720 | 30 mai       | Grand Prix d'Europe           | Nürburgring       | Michael Schumacher | Ferrari          | Michael Schumacher | Michael Schumacher | Résumé |
| 721 | 13 juin      | Grand Prix du Canada          | Montréal          | Michael Schumacher | Ferrari          | Ralf Schumacher    | Rubens Barrichello | Résumé |
| 722 | 20 juin      | Grand Prix des États-Unis     | Indianapolis      | Michael Schumacher | Ferrari          | Rubens Barrichello | Rubens Barrichello | Résumé |
| 723 | 4 juillet    | Grand Prix de France          | Magny-Cours       | Michael Schumacher | Ferrari          | Fernando Alonso    | Michael Schumacher | Résumé |
| 724 | 11 juillet   | Grand Prix de Grande-Bretagne | Silverstone       | Michael Schumacher | Ferrari          | Kimi Räikkönen     | Michael Schumacher | Résumé |
| 725 | 25 juillet   | Grand Prix d'Allemagne        | Hockenheim        | Michael Schumacher | Ferrari          | Michael Schumacher | Kimi Räikkönen     | Résumé |
| 726 | 15 août      | Grand Prix de Hongrie         | Hungaroring       | Michael Schumacher | Ferrari          | Michael Schumacher | Michael Schumacher | Résumé |
| 727 | 29 août      | Grand Prix de Belgique        | Spa-Francorchamps | Kimi Räikkönen     | McLaren-Mercedes | Jarno Trulli       | Kimi Räikkönen     | Résumé |
| 728 | 12 septembre | Grand Prix d'Italie           | Monza             | Rubens Barrichello | Ferrari          | Rubens Barrichello | Rubens Barrichello | Résumé |
| 729 | 26 septembre | Grand Prix de Chine           | Shanghai          | Rubens Barrichello | Ferrari          | Rubens Barrichello | Michael Schumacher | Résumé |
| 730 | 10 octobre   | Grand Prix du Japon           | Suzuka            | Michael Schumacher | Ferrari          | Michael Schumacher | Rubens Barrichello | Résumé |
| 731 | 24 octobre   | Grand Prix du Brésil          | Interlagos        | Juan Pablo Montoya | Williams-BMW     | Rubens Barrichello | Juan Pablo Montoya | Résumé |

## Classement des pilotes 2004

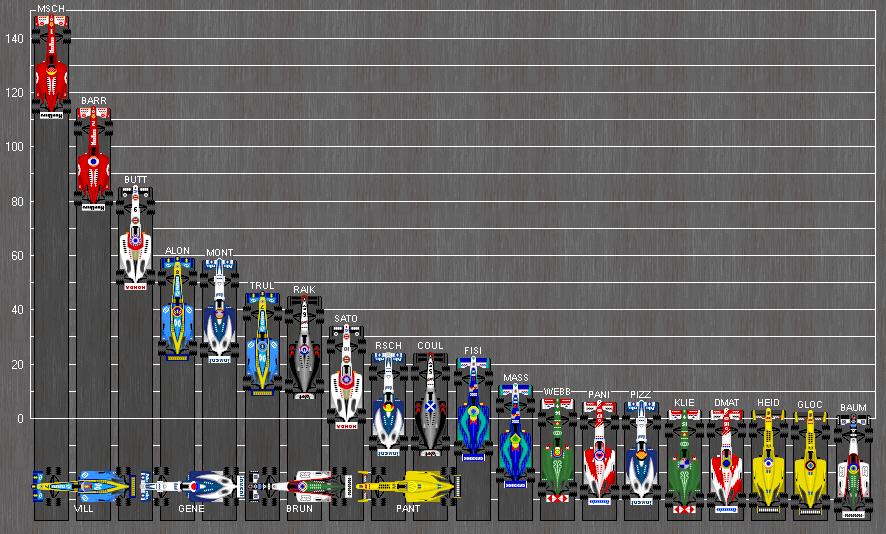
Classement du championnat du monde 2004

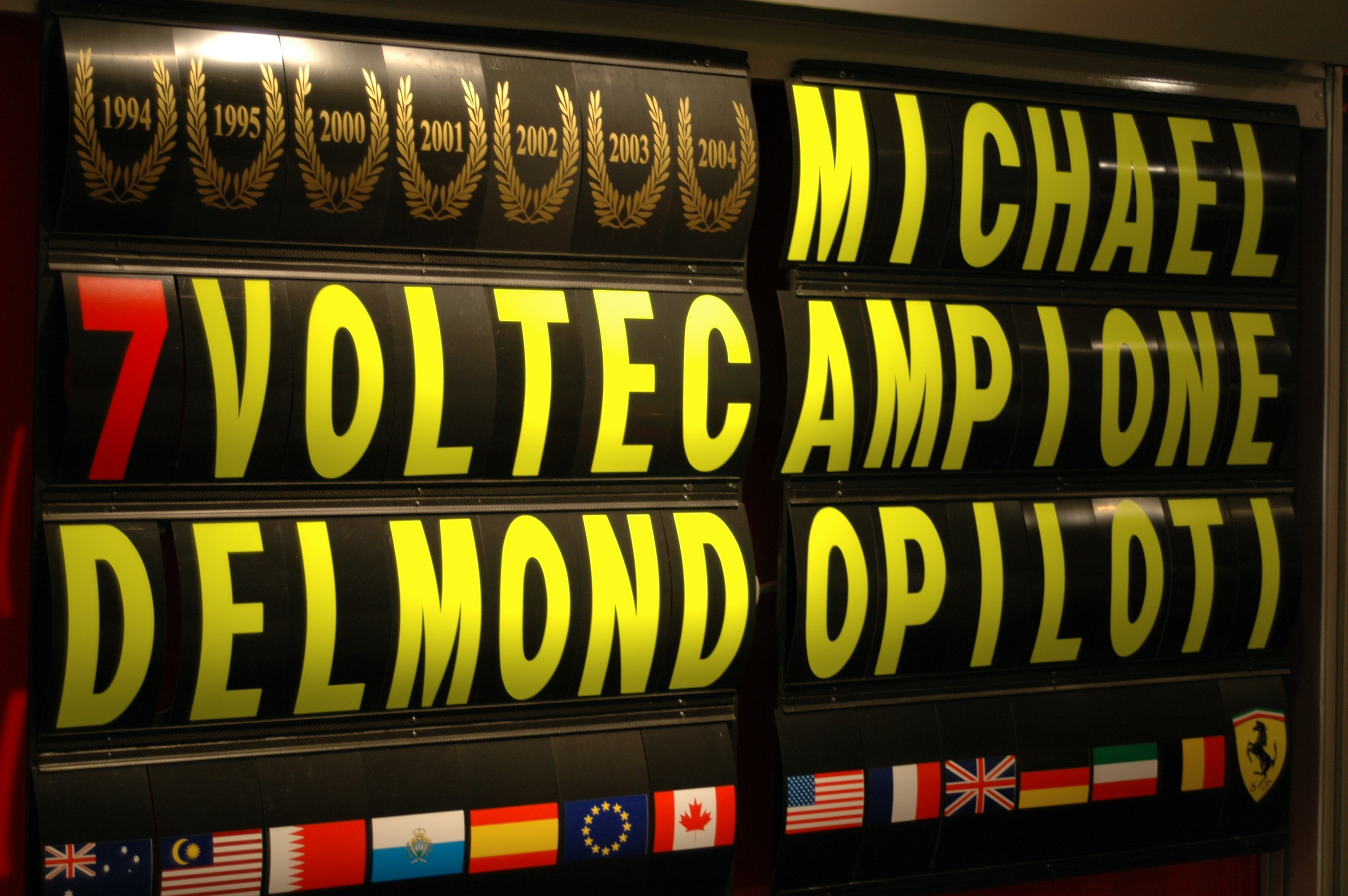
7e titre pour Michael Schumacher.

| Classement | Pilote               | Points | AUS | MAL | BAR | SMA | ESP | MON | EUR | CAN | USA | FRA | GBR | ALL | HUN | BEL | ITA | CHI | JAP | BRA |
| ---------- | -------------------- | ------ | --- | --- | --- | --- | --- | --- | --- | --- | --- | --- | --- | --- | --- | --- | --- | --- | --- | --- |
| Champion   | Michael Schumacher   | 148    | 10  | 10  | 10  | 10  | 10  | -   | 10  | 10  | 10  | 10  | 10  | 10  | 10  | 8   | 8   | -   | 10  | 2   |
| 2e         | Rubens Barrichello   | 114    | 8   | 5   | 8   | 3   | 8   | 6   | 8   | 8   | 8   | 6   | 6   | -   | 8   | 6   | 10  | 10  | -   | 6   |
| 3e         | Jenson Button        | 85     | 3   | 6   | 6   | 8   | 1   | 8   | 6   | 6   | -   | 4   | 5   | 8   | 4   | -   | 6   | 8   | 6   | -   |
| 4e         | Fernando Alonso      | 59     | 6   | 2   | 3   | 5   | 5   | -   | 4   | -   | -   | 8   | -   | 6   | 6   | -   | -   | 5   | 4   | 5   |
| 5e         | Juan Pablo Montoya   | 58     | 4   | 8   | -   | 6   | -   | 5   | 1   | -   | -   | 1   | 4   | 4   | 5   | -   | 4   | 4   | 2   | 10  |
| 6e         | Jarno Trulli         | 46     | 2   | 4   | 5   | 4   | 6   | 10  | 5   | -   | 5   | 5   | -   | -   | -   | -   | -   |     | -   | -   |
| 7e         | Kimi Räikkönen       | 45     | -   | -   | -   | 1   | -   | -   | -   | 4   | 3   | 2   | 8   | -   | -   | 10  | -   | 6   | 3   | 8   |
| 8e         | Takuma Satō          | 34     | -   | -   | 4   | -   | 4   | -   | -   | -   | 6   | -   | -   | 1   | 3   | -   | 5   | 3   | 5   | 3   |
| 9e         | Ralf Schumacher      | 24     | 5   | -   | 2   | 2   | 3   | -   | -   | -   | -   |     |     |     |     |     |     | -   | 8   | 4   |
| 10e        | David Coulthard      | 24     | 1   | 3   | -   | -   | -   | -   | -   | 3   | 2   | 3   | 2   | 5   | -   | 2   | 3   | -   | -   | -   |
| 11e        | Giancarlo Fisichella | 22     | -   | -   | -   | -   | 2   | -   | 3   | 5   | -   | -   | 3   | -   | 1   | 4   | 1   | 2   | 1   | -   |
| 12e        | Felipe Massa         | 12     | -   | 1   | -   | -   | -   | 4   | -   | -   | -   | -   | -   | -   | -   | 5   | -   | 1   | -   | 1   |
| 13e        | Mark Webber          | 7      | -   | -   | 1   | -   | -   | -   | 2   | -   | -   | -   | 1   | 3   | -   | -   | -   | -   | -   | -   |
| 14e        | Olivier Panis        | 6      | -   | -   | -   | -   | -   | 1   | -   | -   | 4   | -   | -   | -   | -   | 1   | -   | -   | -   |     |
| 15e        | Antônio Pizzonia     | 6      |     |     |     |     |     |     |     |     |     |     |     | 2   | 2   | -   | 2   |     |     |     |
| 16e        | Christian Klien      | 3      | -   | -   | -   | -   | -   | -   | -   | -   | -   | -   | -   | -   | -   | 3   | -   | -   | -   | -   |
| 17e        | Cristiano da Matta   | 3      | -   | -   | -   | -   | -   | 3   | -   | -   | -   | -   | -   | -   |     |     |     |     |     |     |
| 18e        | Nick Heidfeld        | 3      | -   | -   | -   | -   | -   | 2   | -   | 1   | -   | -   | -   | -   | -   | -   | -   | -   | -   | -   |
| 19e        | Timo Glock           | 2      |     |     |     |     |     |     |     | 2   |     |     |     |     |     |     |     | -   | -   | -   |
| 20e        | Zsolt Baumgartner    | 1      | -   | -   | -   | -   | -   | -   | -   | -   | 1   | -   | -   | -   | -   | -   | -   | -   | -   | -   |
| 21e        | Jacques Villeneuve   | 0      |     |     |     |     |     |     |     |     |     |     |     |     |     |     |     | -   | -   | -   |
| 22e        | Ricardo Zonta        | 0      |     |     |     |     |     |     |     |     |     |     |     |     | -   | -   | -   | -   |     | -   |
| 23e        | Marc Gené            | 0      |     |     |     |     |     |     |     |     |     | -   | -   |     |     |     |     |     |     |     |
| 24e        | Giorgio Pantano      | 0      | -   | -   | -   | -   | -   | -   | -   |     | -   | -   | -   | -   | -   | -   | -   |     |     |     |
| 25e        | Gianmaria Bruni      | 0      | -   | -   | -   | -   | -   | -   | -   | -   | -   | -   | -   | -   | -   | -   | -   | -   | -   | -   |

## Classement des constructeurs 2004
| Classement | Écurie           | Points | AUS | MAL | BAR | AUS | ESP | MON | EUR | CAN | USA | FRA | GBR | ALL | HUN | BEL | ITA | CHI | JAP | BRA |
| ---------- | ---------------- | ------ | --- | --- | --- | --- | --- | --- | --- | --- | --- | --- | --- | --- | --- | --- | --- | --- | --- | --- |
| Champion   | Ferrari          | 262    | 18  | 15  | 18  | 13  | 18  | 6   | 18  | 18  | 18  | 16  | 16  | 10  | 18  | 14  | 18  | 10  | 10  | 8   |
| 2e         | BAR-Honda        | 119    | 3   | 6   | 10  | 8   | 5   | 8   | 6   | 6   | 6   | 4   | 5   | 9   | 7   | 0   | 11  | 11  | 11  | 3   |
| 3e         | Renault          | 105    | 8   | 6   | 8   | 9   | 11  | 10  | 9   | 0   | 5   | 13  | 0   | 6   | 6   | 0   | 0   | 5   | 4   | 5   |
| 4e         | Williams-BMW     | 88     | 9   | 8   | 2   | 8   | 3   | 5   | 1   | 0   | 0   | 1   | 4   | 6   | 7   | 0   | 6   | 4   | 10  | 14  |
| 5e         | McLaren-Mercedes | 69     | 1   | 3   | 0   | 1   | 0   | 0   | 0   | 7   | 5   | 5   | 10  | 5   | 0   | 12  | 3   | 6   | 3   | 8   |
| 6e         | Sauber-Petronas  | 34     | 0   | 1   | 0   | 0   | 2   | 4   | 3   | 5   | 0   | 0   | 3   | 0   | 1   | 9   | 1   | 3   | 1   | 1   |
| 7e         | Jaguar-Cosworth  | 10     | 0   | 0   | 1   | 0   | 0   | 0   | 2   | 0   | 0   | 0   | 1   | 3   | 0   | 3   | 0   | 0   | 0   | 0   |
| 8e         | Toyota           | 9      | 0   | 0   | 0   | 0   | 0   | 4   | 0   | 0   | 4   | 0   | 0   | 0   | 0   | 1   | 0   | 0   | 0   | 0   |
| 9e         | Jordan-Ford      | 5      | 0   | 0   | 0   | 0   | 0   | 2   | 0   | 3   | 0   | 0   | 0   | 0   | 0   | 0   | 0   | 0   | 0   | 0   |
| 10e        | Minardi-Cosworth | 1      | 0   | 0   | 0   | 0   | 0   | 0   | 0   | 0   | 1   | 0   | 0   | 0   | 0   | 0   | 0   | 0   | 0   | 0   |